# Iso Rivolta

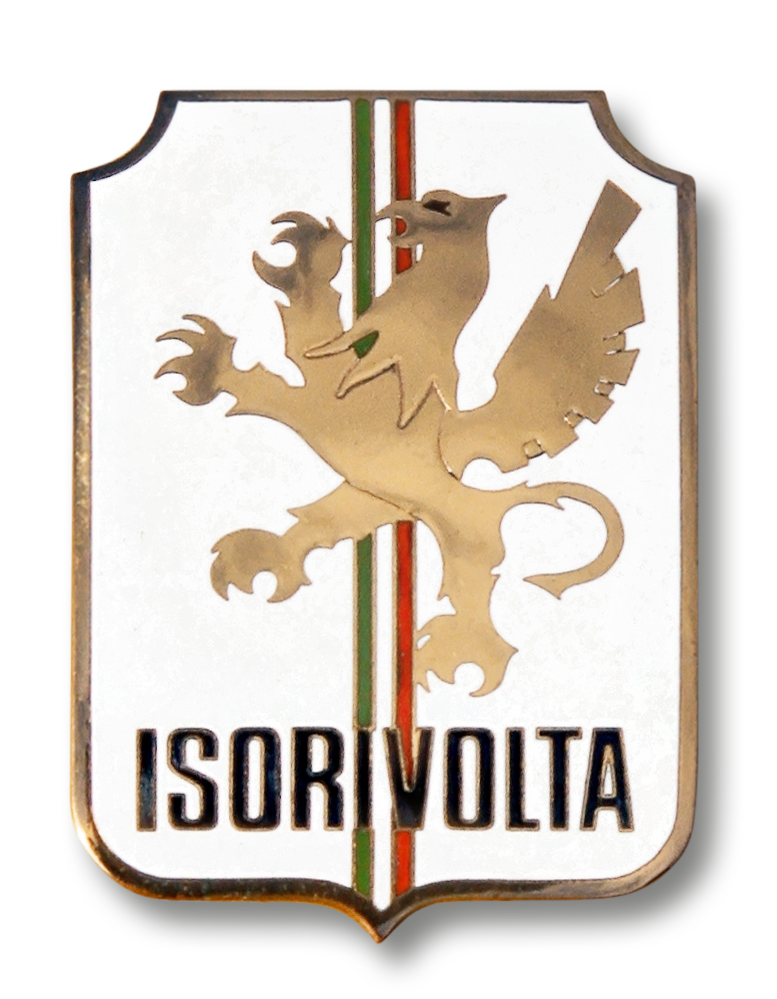
Logo von Iso Rivolta

Iso Rivolta war ein im italienischen Bresso ansässiger Hersteller von Sportwagen, Kleinwagen und Motorrädern. Die bekanntesten Fahrzeuge des Unternehmens sind das zweisitzige Rollermobil Iso Isetta und der Hochleistungssportwagen Iso Grifo.

## Geschichte

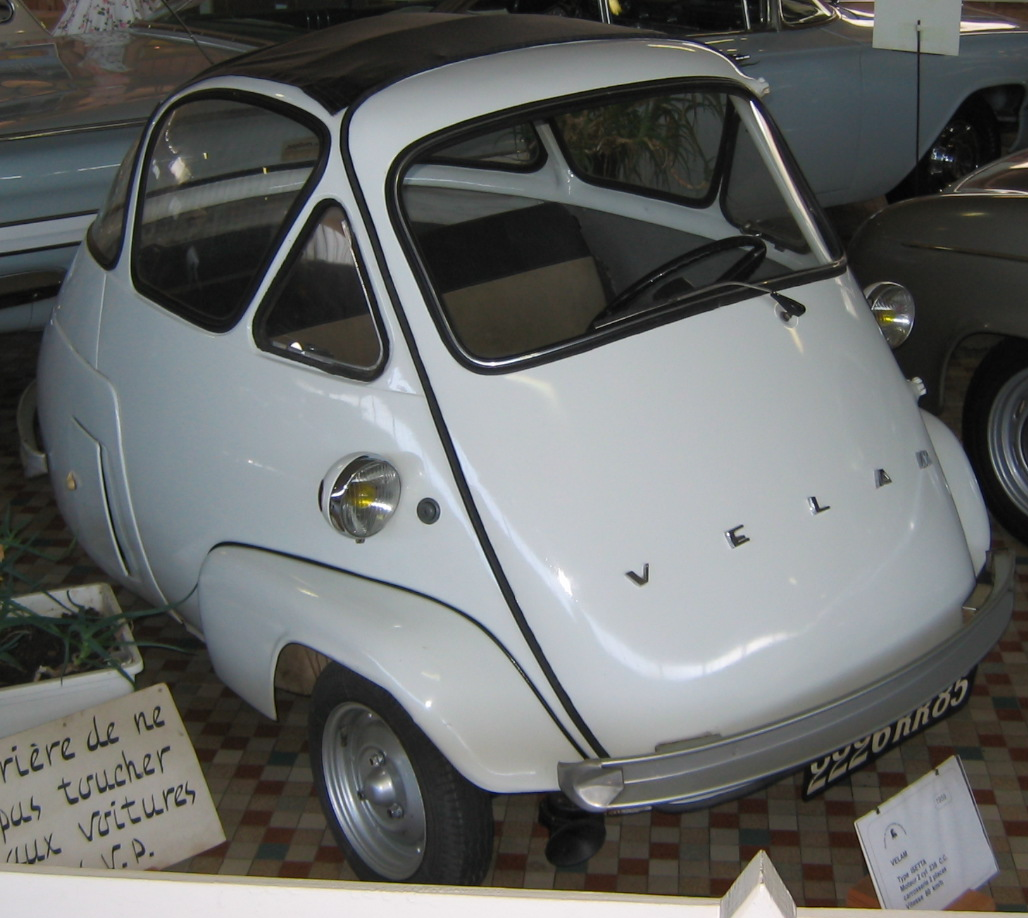
Vélam-Isetta (Frankreich)

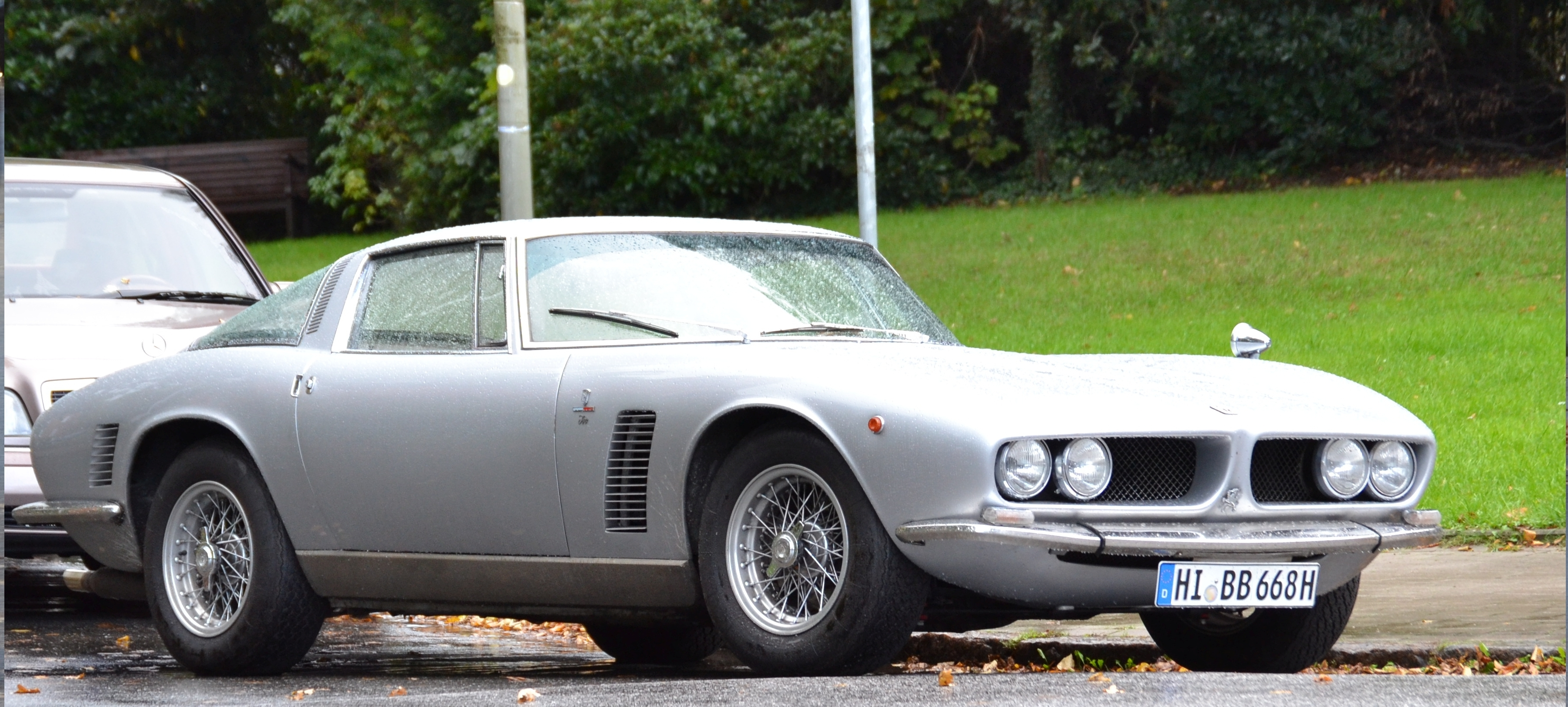
Hochleistungssportwagen Iso Grifo (ab 1964)

Die Anfänge des von Renzo Rivolta 1939 übernommenen Unternehmens liegen in der Produktion von Kühlanlagen. Zu dieser Zeit hieß das Unternehmen Isothermos. Nach dem Zweiten Weltkrieg nahm Isothermos die Produktion von Motorrädern und Motorrollern (darunter Isomoto 125 und Isoscooter 125) auf. Danach ließ Rivolta den Kleinstwagen Isetta entwickeln. Die ursprünglich als Dreirad konzipierte Isetta hat zwei eng nebeneinander stehende Hinterräder, zwei Sitzplätze und Fronteinstieg. Die Isetta wurde ab 1954 in Lizenz von verschiedenen Unternehmen in mehreren Staaten (Vélam in Frankreich, Iso España in Spanien, Isetta of Great Britain in Großbritannien und Indústrias Romi in Brasilien) gebaut. Am erfolgreichsten war die deutsche BMW Isetta, die bis 1962 über 130.000-mal verkauft wurde.
Zusammen mit dem Konstrukteur Giotto Bizzarrini, dem Designer Giorgetto Giugiaro und dem Karosseriehersteller Bertone entwickelte Renzo Rivolta den Iso Rivolta 300, einen eleganten Gran Turismo mit ausgewogener Technik und überragenden Fahrleistungen: Der 5,4-l-V8-Motor stammte von Chevrolet, ebenso das Getriebe; die Achsen und Bremsen waren an die Technik der großen Jaguars dieser Zeit angelehnt − eine Konzeption, die Iso auch für alle folgenden Modelle beibehielt (ab 1972 mit Ford-351-Cleveland-Motoren). Der Rivolta 300 wurde 1962 vorgestellt. Mit ähnlicher Technik entstand ab 1964 der Sportwagen Iso Grifo, der bessere Fahrleistungen bot.
Nach dem überraschenden Tod seines Vaters Renzo wurde Piero Rivolta 1966 mit 25 Jahren Leiter des Unternehmens. Unter ihm entstanden die Limousine Iso Fidia, die laut Eigenwerbung „schnellsten 4 Sitze auf Rädern“, der Iso Grifo mit 7- bzw. 7,4-Liter-Corvette-Motor und das 2+2-Coupé Iso Lele, das als Nachfolger für den Iso Rivolta 300 auf den Markt gebracht wurde. Insgesamt wurden nur ca. 1700 GTS gebaut.
1972 geriet das Unternehmen in Schwierigkeiten. Eine dünne Kapitaldecke, die für einen Kleinserienhersteller ungewöhnliche Breite der Modellpalette und ab 1973 die Auswirkungen der Ölkrise bewirkten eine wirtschaftliche Schieflage, aus der Piero Rivolta das Unternehmen nicht mehr befreien konnte. Im Juni 1973 wurde Iso verkauft. Der neue Eigentümer war der italienische Geschäftsmann Ivo Pera. Er firmierte das Unternehmen in „Iso Industries Corporation“ um. Der in New York ansässige Pera kündigte an, amerikanische Managementmethoden einzuführen, und legte einen Fünf-Jahres-Plan vor, der eine Steigerung der Produktion auf 1000 Fahrzeuge im Jahr 1974 und 5000 Automobile 1979 vorsah. Daneben wurde auch die Entwicklung neuer Modelle angekündigt. Daraus wurde nichts. Im Sommer 1974, nur ein Jahr nach der Übernahme durch Pera, wurde Iso zahlungsunfähig und liquidiert.

## Motorräder und Roller (1947 bis 1962)

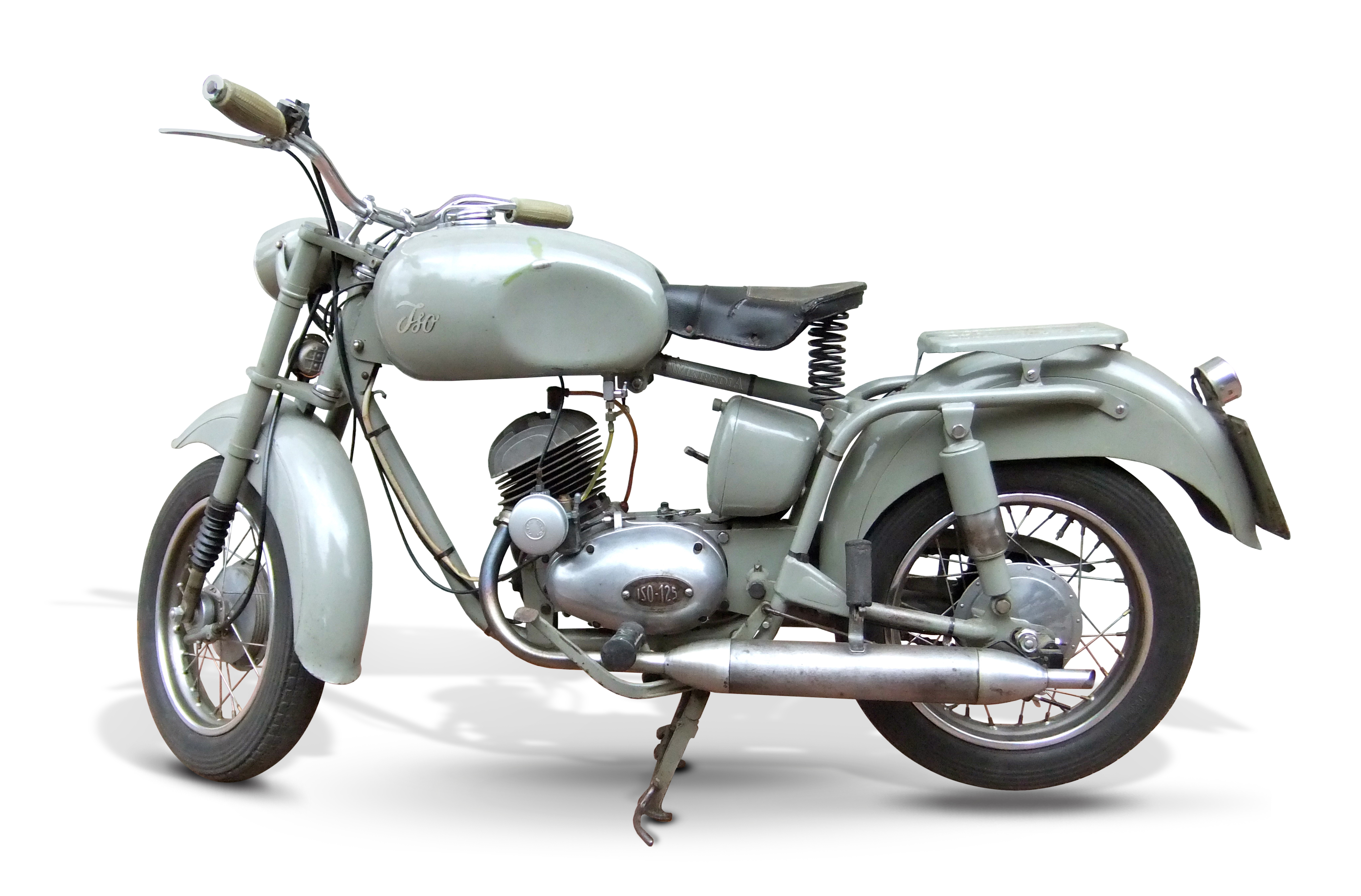
Leichtmotorrad Isomoto, 125 cm³

1947 beschloss das Unternehmen, seine Angebotspalette mit Motorrädern zu erweitern – ein Markt, der nach Kriegsende hervorragende Absatzmöglichkeiten bot.
1948 erwarb Rivolta vom Officine Ottavio Quadrio in Mailand die Pläne und die dazugehörige kleine Fertigungsstraße für den „Giesse Furetto“, einen kleinen, vollverkleideten Motorroller mit 65 cm³ Hubraum, der von Ingenieur Gianfranco Scarpa entworfen und produziert wurde. Der „Frettchen“, der auch unter der Marke Isothermos seinen Namen behielt, war trotz seines hervorragenden Fahrkomforts und seiner Fahrsicherheit wegen seiner mangelhaften Leistung nicht erfolgreich.
Es folgte die Entwicklung eines neuen Projekts, aus dem 1949 der Motorroller „Iso 125“ (heute allgemein als „Isoscooter“ bekannt) hervorging. Der Roller hatte einen gleichstromgespülten Zweitakt-Doppelkolbenmotor mit 125 cm³, wie er in ähnlicher Form von Puch (z. B. in der 125 SV) eingesetzt wurde. Im folgenden Jahr wurde eine Leichtmotorradversion, die „Isomoto 125“, vorgestellt. Beide erzielten gute Verkaufserfolge, was dazu ermutigte, neue Versionen und Modelle einzuführen, darunter Dreiräder wie das „Isocarro“ und weitere leichte Motorräder mit Rädern mit mittlerem (Iso GT) und großem Radius (Iso Sport), die immer den gleichen Basismotor hatten.
Anfang 1952 wurde die „Isomoto 200“ vorgestellt, mit einem 198 cm³ großen Zweizylindermotor mit verchromtem Zylinder, der etwa 9 PS (7 kW) bei 4750/min leistete. Im selben Jahr wurde die Firma in Iso Autoveicoli Spa geändert, da die Produktion von Kühlschränken und Klimaanlagen bereits 1951 eingestellt worden war.
1955 kam mit dem „Isociclo“ auch ein Moped mit einem Motor mit Zweiganggetriebe der bayerischen Rex-Motoren-Werke auf den Markt, das jedoch bei der angestrebten Käufergruppe wenig Anklang fand. Im folgenden Jahr wurde es erneut angeboten, mit neuen Viertaktmotoren mit 125 und 175 cm³, die das Angebot bereicherten.
1957 wurde im Rahmen eines im Auftrag von Maserati entwickelten Projekts die inzwischen veraltete „Iso 125“ durch ein neues Roller-Modell mit einer zeitgemäßeren Linienführung ersetzt. Dieses Modell, der „Iso 150“, erfüllte die Erwartungen in die Verkaufszahlen. Es gab auch die elegante „Iso Moto 200“ mit einem Zweitaktmotor mit 236 cm³, der später in der Isetta zum Einsatz kam. Das Unternehmen, das noch weitere neue Modelle mit Motoren von 49 bis 500 cm³ auf den Markt brachte, verzeichnete in dieser Zeit ein starkes Wachstum. Renzo Rivolta und sein Team bauten ein bedeutendes Vertriebsnetz für alle ISO-Produkte auf, mit 1686 Händlern in Italien und Generalvertretungen in 67 Ländern. Schließlich überschritt das Unternehmen die Millionengrenze – eine für die damalige Zeit außergewöhnliche Größenordnung.
Die Zweirad-Produktion lief bis 1962, danach widmete sich Iso ausschließlich dem Automobilbau.
1961 wurde auf dem Mailänder Autosalon ein letztes 500-cm³-Motorrad mit Zweizylinder-Viertakt-Boxermotor und bereits mit Elektrostarter vorgestellt. Dieses Modell ging aber nicht in Produktion.

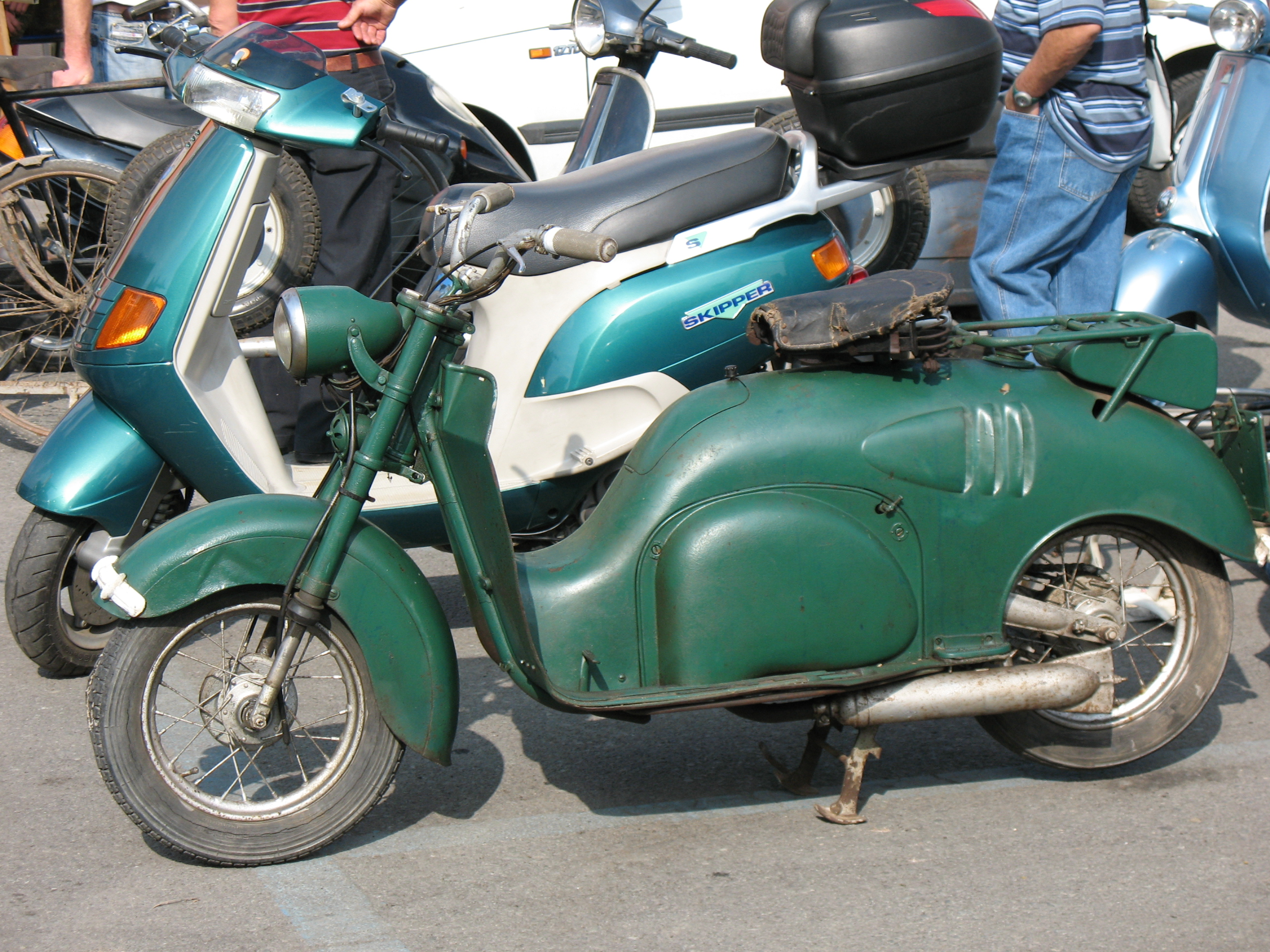
Der Motorroller „Iso 125“ war die erste Eigenentwicklung eines Zweirads (1949)
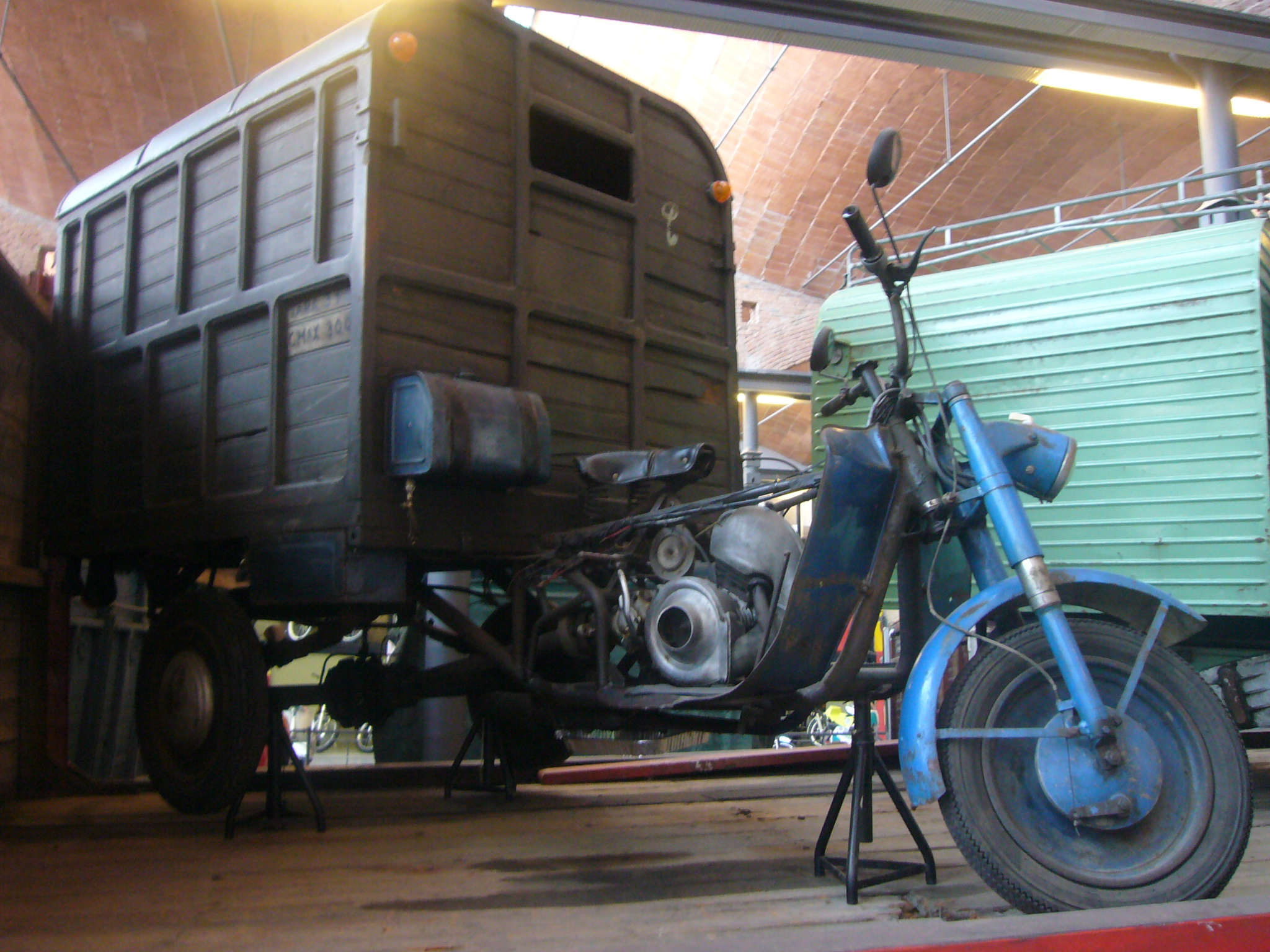
Lastendreirad „Isocarro 123“
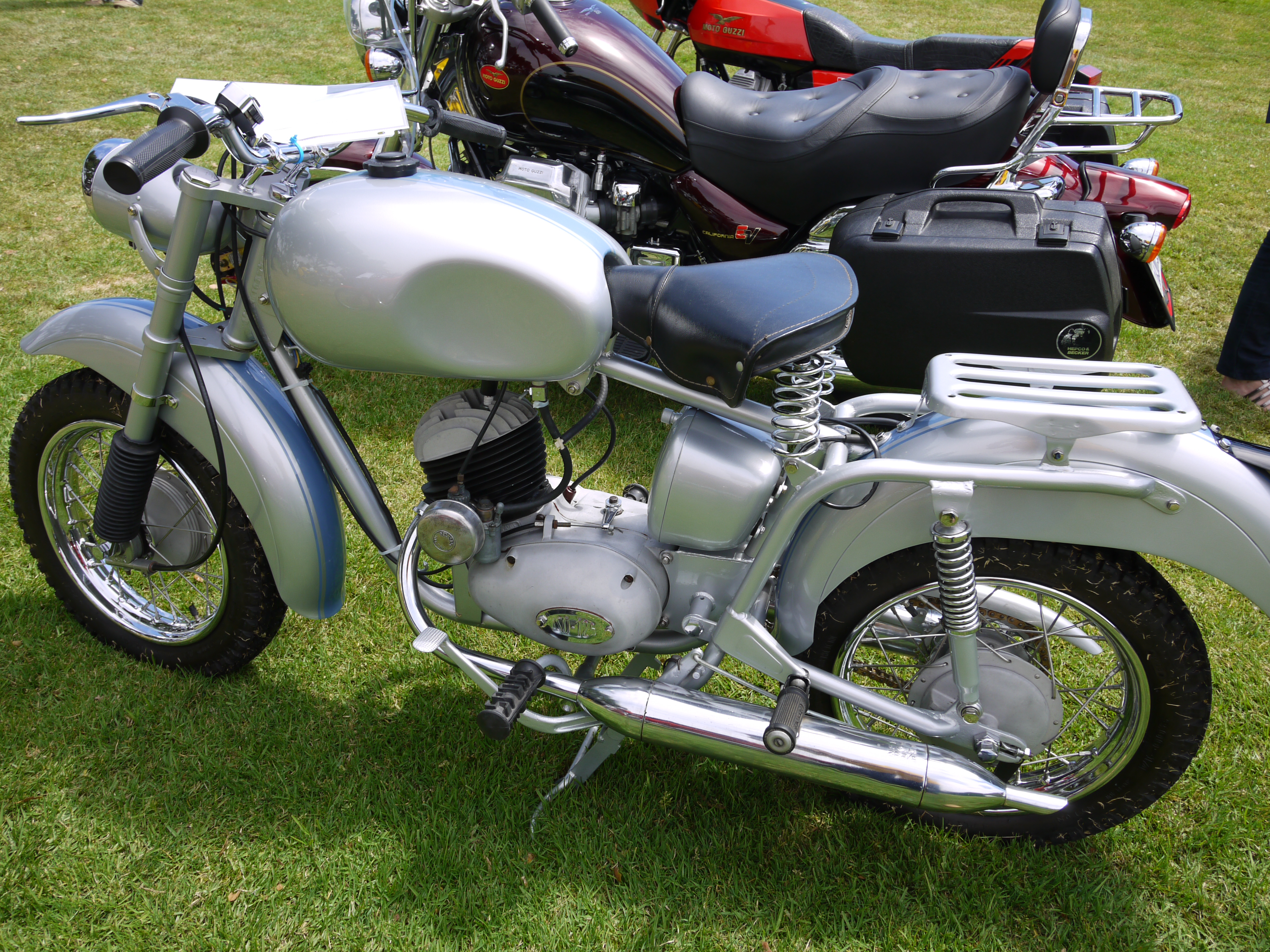
„Iso B“, im Ausland auch als „GT“ (Gran Turismo), mit 3-Gang-Getriebe (1954–1959)
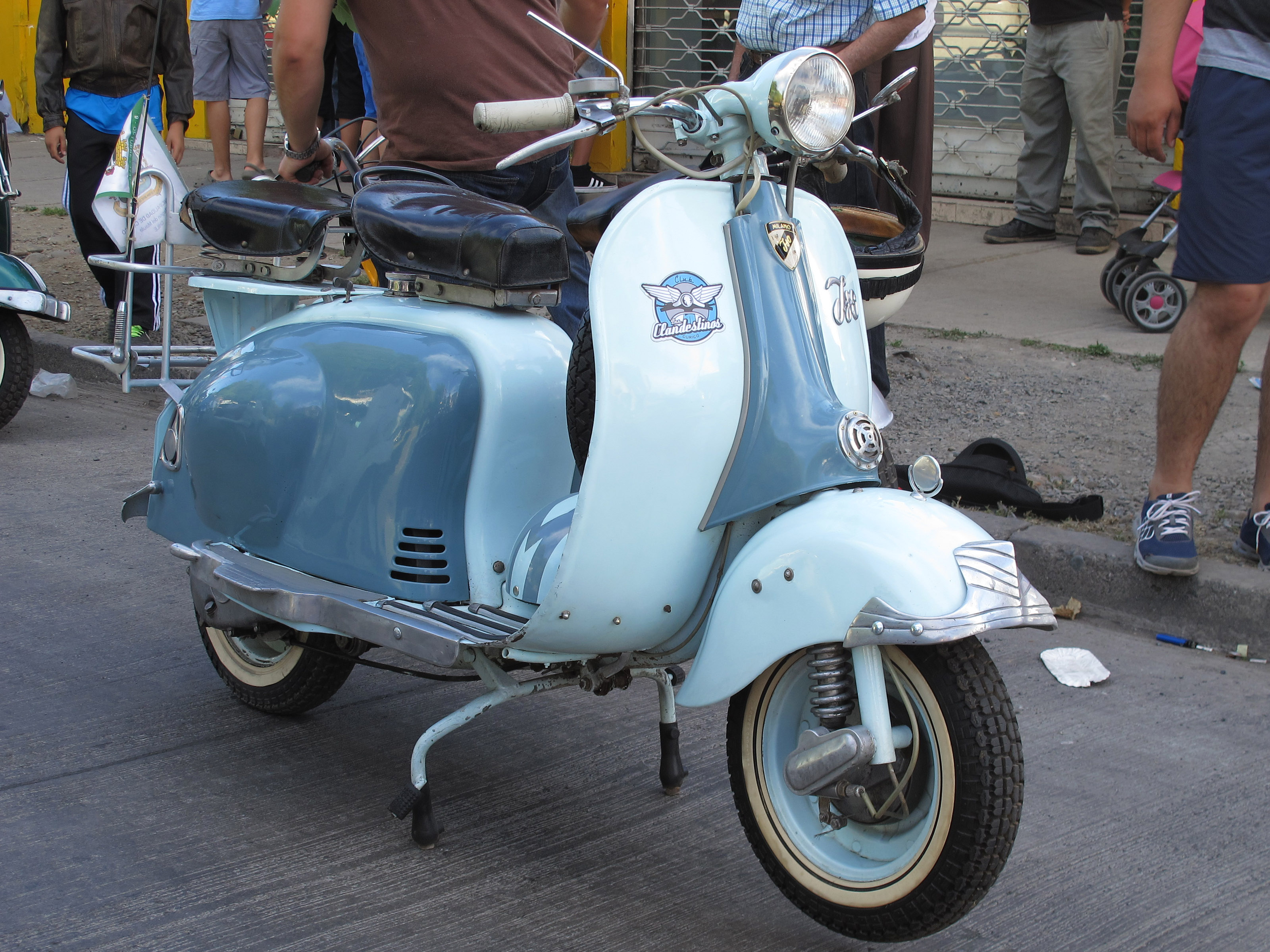
Motorroller „Iso Milano 150“ (1959)

## Iso im Motorsport

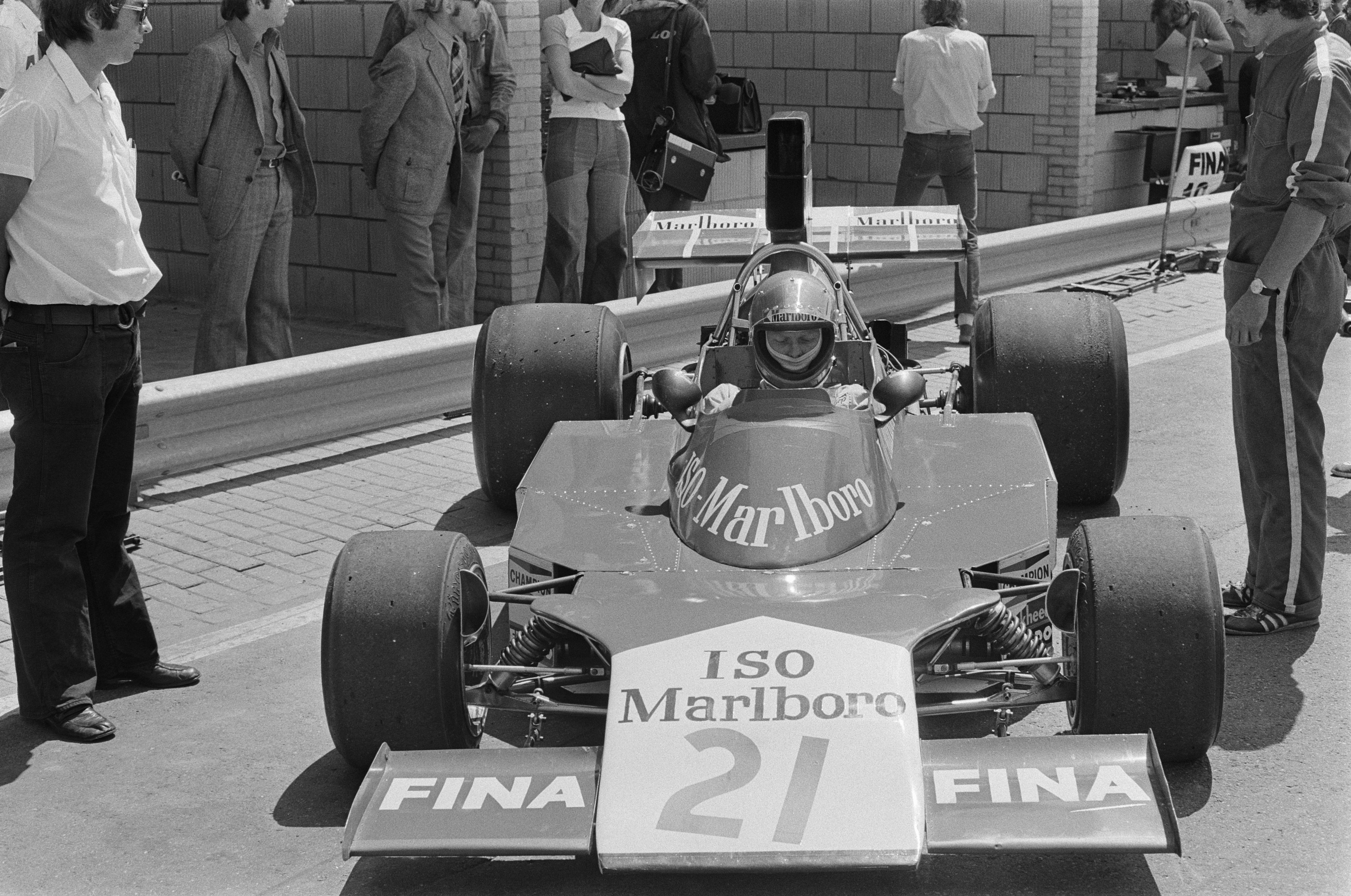
Iso-Marlboro IR1 (Gijs van Lennep beim Großen Preis der Niederlande 1974)

Um das Interesse an der Marke Iso zu stärken, beteiligte sich das Unternehmen von 1973 bis 1974 in der Formel 1. Allerdings unterhielt es keinen eigenen Rennstall. Vielmehr bediente man sich des Teams und der Infrastruktur von Frank Williams Racing Cars aus Großbritannien. Das Williams-Team konstruierte drei eigene Fahrzeuge, die 1973 als Iso-Marlboro IR1 und Iso-Marlboro IR2 und 1974 als Iso-Marlboro FW01, Iso-Marlboro FW02 und Iso-Marlboro FW03 gemeldet wurden. Erfolge waren, nicht zuletzt angesichts unregelmäßiger und unvollständiger Zahlungen von Iso, kaum zu erreichen. Die besten Ergebnisse bei Weltmeisterschaftsläufen waren mehrere sechste Plätze. Das erfolgreichste Rennen war der Gran Premio Presidente Medici, der im Februar 1974 in Brasilia abgehalten wurde. Bei diesem Rennen, das keinen Weltmeisterschaftsstatus hatte, wurde Arturo Merzario im IR2 Dritter. Im Laufe des Jahres 1974 benannte sich das Team wieder in Williams um.

## Familie Rivolta
Piero Rivolta lebt mit seiner Frau Lele (Rachele) in Sarasota, Florida, und leitet dort die Rivolta Group, die sich hauptsächlich als Immobilienentwickler betätigt. Sein Sohn Renzo stellt luxuriöse Segelschiffe her (Rivolta Yachts). Piero Rivoltas Tochter Marella leitet zusammen mit ihrem Ehemann Andrea Zagato den renommierten norditalienischen Karosseriebauer Zagato Centrostile, welcher der Rivolta-Familie gehört.
Am 21. September 2007 starb Marion Rivolta, die Ehefrau von Renzo Rivolta und Mutter von Piero Rivolta, im Alter von 101 Jahren.

## Serienmodelle von Iso
| Bauzeit   | Modell             | Leistung | Vmax         | Bild |
| --------- | ------------------ | -------- | ------------ | ---- |
| 1962–1970 | Iso Rivolta 300    | 300 PS   | 215 km/h     |      |
| 1964      | Grifo A3 L         | 350 PS   | 210–275 km/h |      |
| 1966–1973 | Grifo Lusso GL 300 | 300 PS   | 190 km/h     |      |
| 1967–1974 | Fidia 300 / S4     | 300 PS   | 220 km/h     |      |
| 1969–1974 | Iso Lele           | 300 PS   | 230 km/h     |      |
| 1970–1974 | Grifo 7 Litri      | 406 PS   | 300 km/h     |      |
| 1970–1974 | Grifo Can Am       | 395 PS   | 270 km/h     |      |

## Prototypen
Neben den serienmäßig hergestellten Fahrzeugen präsentierte Iso einzelne Prototypen:

### Der Iso Grifo Spyder
Zu Beginn des Jahres 1964, also noch bevor die Serienproduktion des Coupés anlief, stellte Bertone eine elegante Spyder-Version des Iso Grifo vor, die nicht zur Serienreife entwickelt wurde.

### Der Iso Varedo

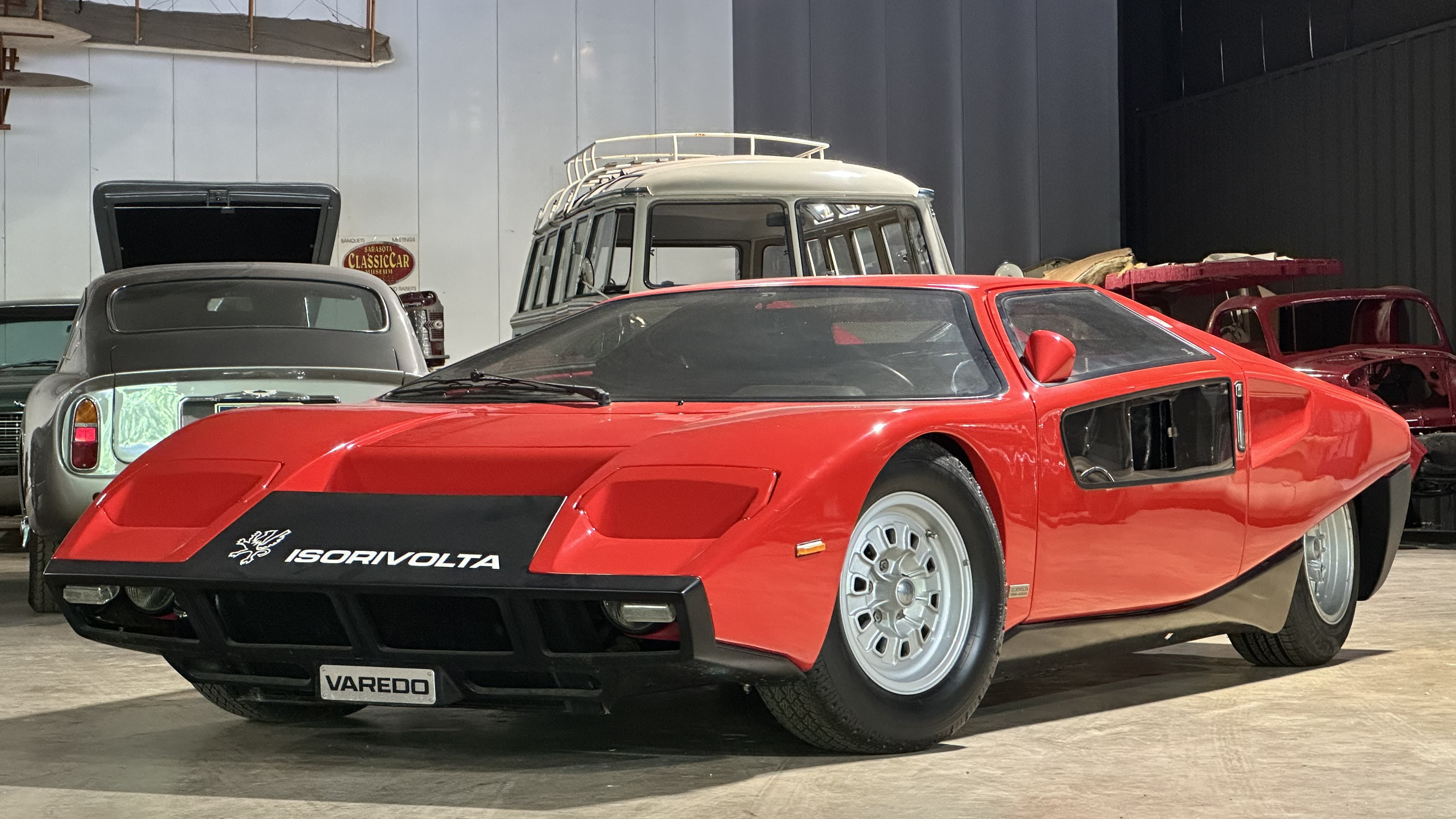
Iso Varedo

1972, als das Werk bereits mit erheblichen Finanzproblemen zu kämpfen hatte, wurde der Iso Varedo vorgestellt, ein zweisitziger Mittelmotorsportwagen mit keilförmiger Karosserie von Ercole Spada, deren Gestaltung im Groben an den kurz zuvor präsentierten Lamborghini Countach erinnerte. Das Fahrwerk war ein weiteres Mal von Giotto Bizzarrini entworfen worden. Grundlage war ein Chassis des AMC AMX/3, das Bizzarrini bereits Anfang 1970 für den US-amerikanischen AMC-Konzern konstruiert hatte. Die Karosserie bestand aus Kunststoff. Im Heck war ein 5,8-Liter-Achtzylinder von Ford installiert, das mit einem Fünfganggetriebe von ZF Friedrichshafen gekoppelt war. Der Name des Fahrzeugs erinnerte an den neuen Standort der Produktionsanlagen von Iso Rivolta. Der rot und schwarz lackierte Prototyp des Varedo wurde 1972 auf dem Turiner Autosalon vorgestellt. Das Auto war fahrbereit und wurde unter anderem auf der Rennstrecke von Monza eingehenden Tests unterzogen. Zeitgenössische Berichte loben unter anderem das Fahrverhalten des Sportwagens.
Das Auto kam über das Stadium des Prototyps nicht hinaus; weder wurde die Entwicklung fortgesetzt noch entstanden weitere Exemplare. Der Grund dafür ist unklar. Möglich ist, dass Iso Rivolta nicht mehr über ausreichende Finanzmittel verfügte, um das Auto zur Serienreife zu bringen und zu produzieren. Denkbar ist allerdings auch, dass eine Serienproduktion nie geplant war, der Varedo also von vornherein als Einzelstück konzipiert war, der lediglich das Interesse der Öffentlichkeit an der Marke Iso Rivolta stärken sollte.

## Versuche der Wiederbelebung

### Ennezeta
Die ehemaligen ISO-Mitarbeiter Roberto Negri und Maurizio Zanisi gründeten 1976 in Paderno Dugnano das neue Unternehmen Ennezeta S.r.l. und stellten bis 1979 einige Exemplare der Modelle Grifo, Fidia und Lele her.

### Der Iso Grifo 90

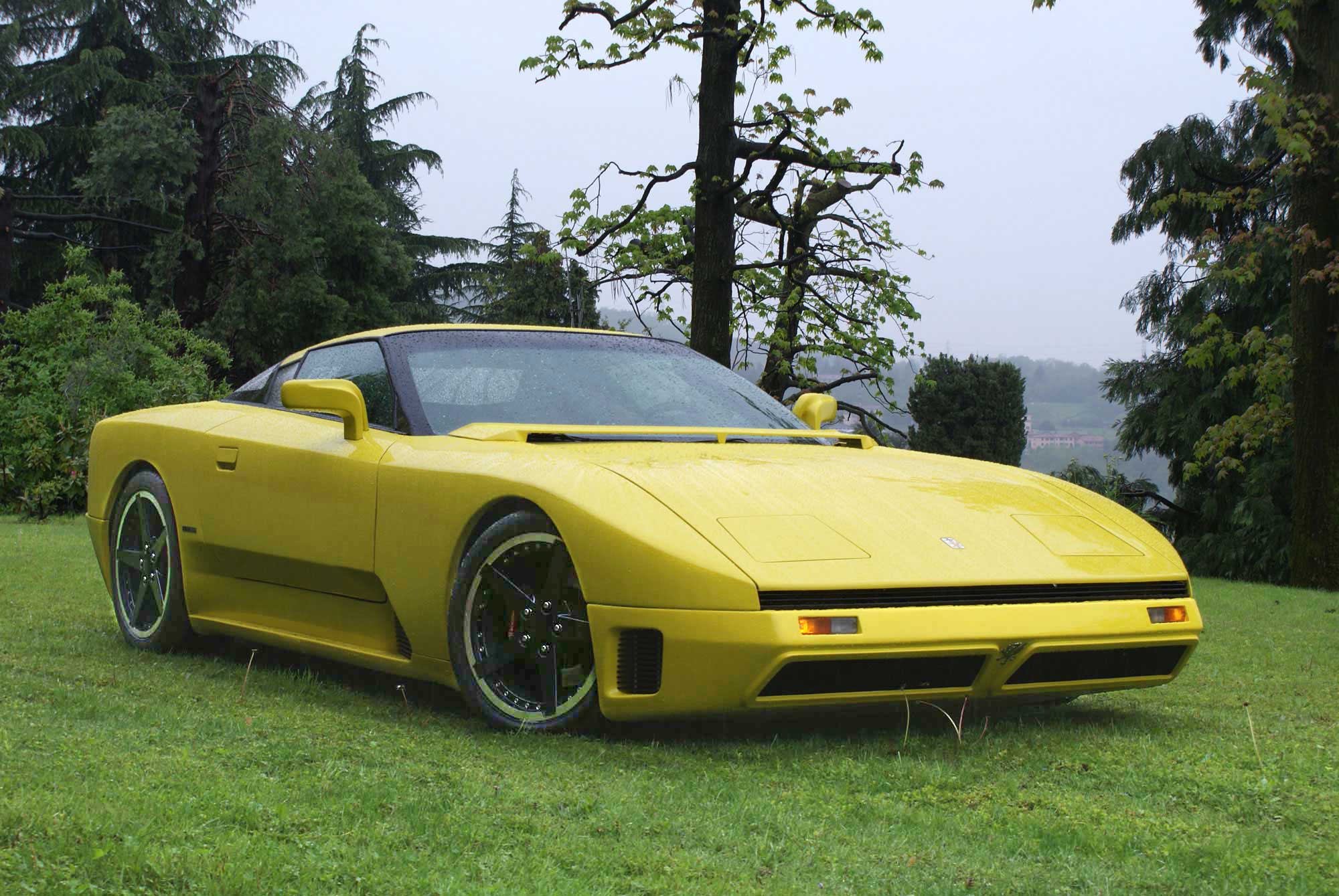
Iso Grifo 90

1991 stellte Piero Rivolta ein neues Fahrzeug mit der Bezeichnung Iso Grifo 90 vor, mit dem er das Interesse der Öffentlichkeit an einer Wiederbelebung der Marke Iso testen wollte. Der Wagen war bei Dallara entwickelt worden. Er nutzte die Antriebstechnik der Chevrolet Corvette und trug eine von Marcello Gandini entworfene Kunststoffkarosserie. Eine Serienproduktion kam nicht zustande; Dallara stellte nur einen gelb lackierten Prototyp her.

## Trivia
Der 2016 erschienene Roman Bella Germania von Daniel Speck greift im Hintergrund die Unternehmensgeschichte von Iso Rivolta auf, beginnend mit dem Sommer 1954 und den Lizenzverhandlungen zwischen Iso und BMW; ein Hauptprotagonist fährt bis ins 21. Jahrhundert eine Iso-Limousine.